# Lahu

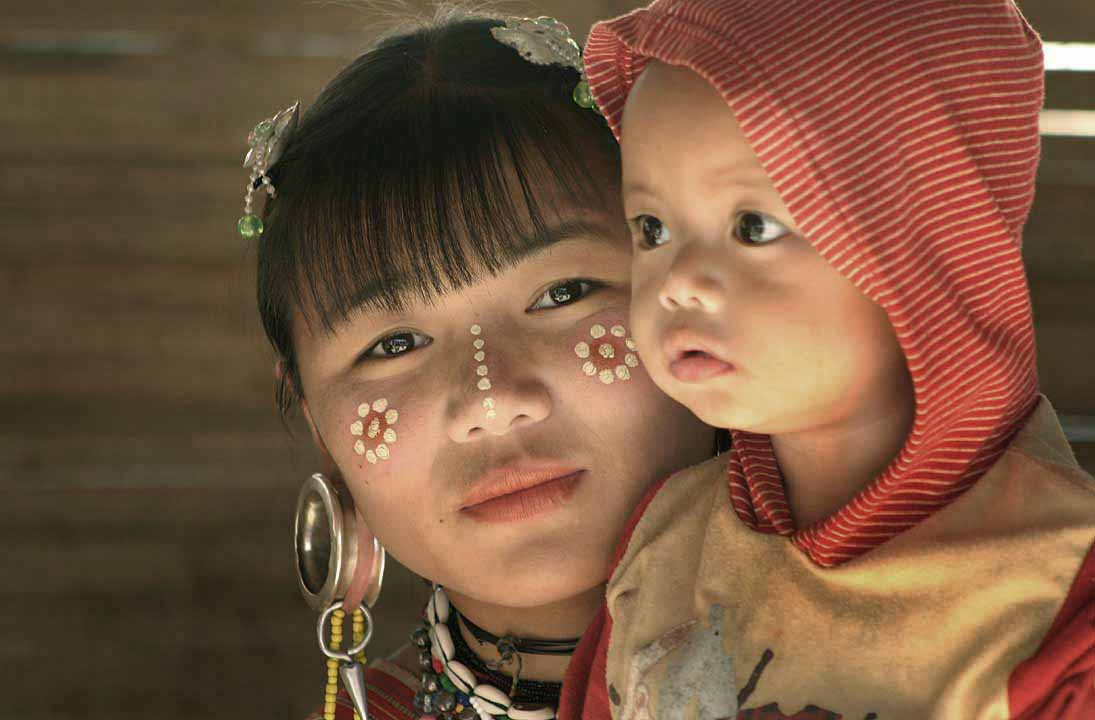
Lahu-Mädchen

Die Lahu (auch Ladhulsi oder Kawzhawd genannt; chinesisch 拉祜族, Pinyin Lāhùzú) sind eine ethnische Gruppe, deren Siedlungsgebiet im Süden Chinas (vor allem Yunnan) sowie in den angrenzenden Staaten Südostasiens (Myanmar, Thailand, Laos und Vietnam) liegt. Sie sprechen die gleichnamige Sprache Lahu, die zur Gruppe der Lolo-Sprachen in der tibetobirmanischen Sprachenfamilie gehört. In der Volksrepublik China sind sie als eine der 56 offiziellen Nationalitäten anerkannt, dort wird die Zahl der Lahu nach der Volkszählung im Jahr 2010 mit 485.966 angegeben.

## Gesellschaft und Kultur
Für den Eigenbedarf bauen sie hauptsächlich Bergreis an, daneben als Verkaufsprodukt Opium. Zu ihren traditionellen Glaubensvorstellungen gehören eine große Zahl von Geistern, für die sie Geisteraustreibungsrituale veranstalten müssen. Deren erfolgreiche Durchführung wird mittels eines Eierorakels geprüft.

## Sprache und Schrift
Die Sprache der Lahu ist eine sinotibetische Sprache, die zur Gruppe der Lolo-Sprachen gehört. Es gibt drei unterschiedliche Dialekte, die unter anderem auch von den Lahu gesprochen werden, die in Laos, Thailand und Vietnam als Minderheiten leben. Da die drei Dialekte der Lahu-Sprache (Lahu, Lahu Shi und Kucong) sich bezüglich ihrer Aussprache stark unterscheiden, ist die Verständigung der Lahu untereinander oftmals schwer. Die Lahu haben lange Zeit mit den Volksstämmen der Han und der Dai Handelsbeziehungen gepflegt und somit sprechen heute noch viele Lahu die Sprache der Dai sowie Chinesisch.
Die Schrift der Lahu basiert auf dem lateinischen Alphabet. Die Lahu erlernten dieses Alphabet von christlichen Missionaren, die schon vor Beginn des Zweiten Weltkriegs in China waren. Im Jahre 1957 wurde dann für alle Lahu eine einheitliche Schrift eingeführt, die bis heute geschrieben wird. Die Schrift hat eine leichte Ähnlichkeit mit den Schriftzeichen, die in Korea verwendet werden, aber die Anzahl der Vokale und Konsonanten unterscheidet sich deutlich.
Da die Lahu noch heute in Bergdörfern in einer Höhe von über 1000 Metern leben, haben viele andere Bergdörfer, vor allem in China, die Sprache und zum Teil auch die Schrift der Lahu übernommen.